# Liverpool Waters
Liverpool Waters è un progetto su larga scala, da 5,5 miliardi di sterline, proposto dal Peel Group nell'area di Vauxhall a Liverpool, Merseyside, Inghilterra. Lo sviluppo utilizzerà una serie di spazi portuali attualmente abbandonati a Central Docks, con gran parte dei moli presenti in un sito del patrimonio dell'umanità. Questa è un'area a nord dello storico Pier Head di Liverpool. È il programma gemello del progetto Wirral Waters. Dal 2012 i due progetti hanno goduto dello status di zona aziendale, formando insieme la Mersey Waters Enterprise Zone.

## Sviluppo
Lo sviluppo è pianificato per creare almeno 17.000 posti di lavoro a tempo pieno e 19,5 milioni di metri quadrati di nuova superficie commerciale e residenziale, inclusi 23.000 appartamenti e quattro hotel. Si propone che le torri più alte debbano superare i 50 piani.
È suddiviso in quattro settori:
- Settore A: Bramley-Moore Dock, Nelson Dock
- Settore B: Salisbury Dock, Collingwood Dock
- Settore C: Liverpool Canal Link, incluso Trafalgar Dock, Clarence Dock, West Waterloo Dock, East Waterloo Dock
- Settore D: Molo Mezza Marea di Prince, Molo di Prince

Gli sviluppatori hanno affermato che il progetto potrebbe richiedere 50 anni prima che sia terminato. Le proposte sono attualmente in fase di progettazione e sono soggette ad accettazione pubblica. Le domande di progettazione sono state presentate dagli sviluppatori il 4 ottobre 2010. A partire da marzo 2012, il Consiglio comunale di Liverpool ha concesso l'autorizzazione edilizia allo schema di Liverpool Waters nel suo insieme. L'English Heritage ha formalmente contestato i progetti e l'UNESCO ha espresso preoccupazione, inserendo Liverpool, città mercantile marittima nella sua lista del patrimonio mondiale in pericolo nel 2012. La proposta è stata deferita al Segretario delle Comunità Eric Pickles per valutare se tenere un'inchiesta pubblica. La decisione di Pickles di non indire un'inchiesta pubblica, annunciata nel marzo 2013, significa che il progetto può andare avanti a prescindere, anche se non è chiaro quali siano i prossimi passi o quando potranno essere presi.

## Collegamenti di trasporto
È stata proposta una monorotaia per collegare l'area al centro di Liverpool, con la possibilità di collegarsi all'aeroporto John Lennon.

## Rischio per lo status di Patrimonio dell'umanità di Liverpool
Nel luglio 2017, l'UNESCO ha avvertito che lo status di Liverpool come sito del patrimonio mondiale era a rischio di essere revocato, in parte alla luce delle proposte di sviluppo di Liverpool Waters, anche a seguito del fatto che l'English Heritage affermava che le proposte avrebbero lasciato l'ambientazione di alcuni degli edifici storici più significativi di Liverpool “gravemente compromesso”, i resti archeologici di parti della storica darsena “a rischio di distruzione”, e “il paesaggio urbano storico della città… perennemente squilibrato”.